# Crevacuore
Crevacuore é uma comuna italiana da região do Piemonte, província de Biella, com cerca de 1.876 habitantes. Estende-se por uma área de 8 km², tendo uma densidade populacional de 235 hab/km². Faz fronteira com Ailoche, Caprile, Curino, Guardabosone (VC), Pray, Scopello (VC), Serravalle Sesia (VC), Sostegno, Trivero.

## Demografia
| Variação demográfica do município entre 1861 e 2011                               |
|                                                                                   |
| Fonte: Istituto Nazionale di Statistica (ISTAT) - Elaboração gráfica da Wikipedia |